# Gradnići
Gradnići är en ort i Bosnien och Hercegovina.   Den ligger i entiteten Federationen Bosnien och Hercegovina, i den södra delen av landet, 80 km sydväst om huvudstaden Sarajevo. Gradnići ligger 276 meter över havet och antalet invånare är 530.
Terrängen runt Gradnići är huvudsakligen kuperad, men västerut är den platt. Runt Gradnići är det ganska tätbefolkat, med 93 invånare per kvadratkilometer.. Närmaste större samhälle är Mostar, 13,3 km nordost om Gradnići. 
Trakten runt Gradnići består i huvudsak av gräsmarker.